# Invasión británica de las Sandwich del Sur
La Invasión Británica en las Islas Sandwich del Sur se realizó en los finales de la Guerra de las Malvinas de 1982, mediante la Operación Keyhole (del inglés: Operation Keyhole), una avanzada especial del Reino Unido entre el 19 y el 20 de junio de 1982, donde funcionaba la Base Corbeta Uruguay de la República Argentina. Fue llevada a cabo en el marco de la Operación Corporate.
Durante la Operación Keyhole nadie resultó muerto ni herido. Fue la última acción bélica en el marco de esa guerra.

## Historia previa
El primer establecimiento humano en las Islas Sandwich del Sur fue efectuado el 14 de diciembre de 1955 por la República Argentina, cuando se creó el Refugio Teniente Esquivel en la Isla Thule o Morrell, que debió ser evacuado a principios del año siguiente, por peligrosas emanaciones volcánicas cercanas al mismo.
Posteriormente, en 1976 la Argentina estableció una base de investigación en dicha isla Thule llamada Base Corbeta Uruguay en las coordenadas 59°27′S 27°18′O / -59.450, -27.300 y a 25 m s. n. m. a orillas del Golfo Caldera, con el objetivo de realizar estudios científicos similares a los desarrollados en las bases antárticas, y reafirmar sus derechos sobre las islas Sandwich del Sur. 
La base Corbeta Uruguay operó ininterrumpidamente desde su creación hasta la guerra de las Malvinas.

## La invasión
Tras la victoria británica en Puerto Argentino y por ende la rendición argentina, el 15 de junio el teniente de corbeta Enrique Félix Peralta Martínez, entonces jefe de la base, recibió un mensaje informando de la rendición en las islas Malvinas, y agregando las siguientes órdenes:

1.º- Debe continuar funcionando como Estación Científica y Comunicación.

2.º- Debe ejercer la soberanía como delegado del Gobierno Militar con asiento en Malvinas.

3.º- Si fuerzas británicas intiman desalojo, rechazar intimación invocando el derecho argentino de soberanía en las islas Sandwich del Sur, el carácter científico del personal y las tareas en ejecución.

4.º- De producirse una acción de fuerzas o desembarco de fuerzas británicas, formalizar enérgica protesta dirigida al gobierno británico ante la situación de fuerza ejercida con medios de combate que imposibilitan resistencia, sobre estación y personal científico.

5.º- Destruir material científico ante presencia efectiva del enemigo.

6.º- Destruir equipo de comunicaciones previa captura del enemigo.

7.º- Informar a la brevedad a este Comando cualquier novedad que modifique la situación actual.

Al mismo tiempo, el contralmirante británico John Woodward, ordenó expulsar a los argentinos en la Isla Morrell, armando una organización de tarea compuesta por el HMS Endurance como buque de comando y control, la fragata HMS Yarmouth para dotar de poder artillero, el petrolero auxiliar RFA Olmeda como apoyo logístico y el remolcador Salvageman para búsqueda y rescate.
Para el asalto anfibio se embarcó en el Endurance un contingente de Infantería de Marina estacionado en Grytviken, al mando de Christopher Nunn, compuesto por dos pelotones de fusileros, una sección de morteros 81 mm, y un destacamento de Misiles Blowpipe de la Artillería Real. El buque también llevaba dos helicópteros Wasp y dos helicópteros Wessex. El Capitán de Navío Nicholas John Barker fue designado comandante del Grupo de Tareas 317-9.
En la mañana del 16 de junio, el Yarmouth y el Olmeda partieron de Malvinas rumbo a la Bahía Cumberland en la Isla San Pedro, donde se sumaron el Endurance y el Salvageman, que partieron hacia las Sandwich del Sur al día siguiente. Arribaron a la isla Thule en la mañana del 19 de junio, fondeando en la costa noroeste a los pies del Monte Larsen.
Un equipo de Marines Reales fue desembarcado en la isla Thule secretamente para observar las actividades argentinas desde la ladera del monte Larsen. Las duras condiciones en la isla con temperatura de menos de 20 °C y un viento de 60 kilómetros por hora, causaban una sensación térmica de 52 °C bajo cero. El grupo de marines fue rescatado al día siguiente, luego de estar afectados por las bajas temperaturas. El día 20 por la madrugada, arribaron a las islas la Yarmouth y el Olmeda. Inmediatamente el Capitán Barker del Endurance convocó a reunión de comandantes para coordinar la operación. Allí se ordenó iniciar la operación a las 11:40 de la mañana.
En la tarde del 19 de junio el Teniente Peralta emitió desde la base un mensaje informando: «Thule es sobrevolada por tres helicópteros. Se procede a destruir claves, material científico y combustible. El enemigo desembarca fuerzas con muchas precauciones, posiblemente por el humo y explosiones de la destrucción del material. Se mantendrá contacto radioeléctrico hasta mayor acercamiento de las fuerzas del enemigo». Por la noche, se procedió a destruir los equipos de comunicaciones. Desde ese momento el comando argentino perdió toda comunicación con la isla Thule.
Los británicos pensaron inicialmente en cañonear la roca Twitcher, un pequeño islote rocoso ubicado enfrente a la punta Hewison y perfectamente visible desde la base, para que los argentinos vieran su posible futuro, para luego exigirles la rendición y enviar los infantes de marina. En caso de no haber respuesta, se conduciría un asalto anfibio utilizando los helicópteros desde tres sitios diferentes.
Antes del mediodía del 20 de junio, se inició el ataque sobre la roca Twitcher, al mismo tiempo que se emitió un mensaje a la base argentina intimando a la rendición. También en la ladera sur del monte Larsen, se estacionó un helicóptero con un grupo spotter para iniciar el fuego artillero. A las 12:20 el Teniente Peralta Martínez rindió su guarnición. Tras la invasión británica de ese territorio pacíficamente ocupado, 10 argentinos fueron interrogados y hechos prisioneros (un civil y 9 militares) y fueron evacuados por el buque petrolero Olmeda, acompañado por el Yarmouth hacia Puerto Leith en las islas Georgias del Sur.
En Leith, los buques británicos dejaron una parte del contingente de Infantes de Marina. Luego el Olmeda llegó a Malvinas, donde fueron entregados los argentinos, y se integró a la Task Force.

### Consecuencias
La base argentina Corbeta Uruguay fue cerrada y los edificios sellados para que no los deteriore el mal clima. En la mañana del 21 de junio, un grupo de infantes británicos revisó las instalaciones de la base. Informaciones previas de inteligencia británica decían que había en la base once argentinos, así que se sospechaba que podría haber quedado alguien escondido. También se buscaron posibles trampas explosivas. El Endurance y el Salvageman retornaron y arribaron a la bahía Cumberland Este en la isla San Pedro (islas Georgias del Sur) el 24 de junio, luego de izar la bandera británica en el mástil de la base e intentar pintar la bandera británica sin éxito sobre la bandera argentina de una pared de uno de los edificios.
Debido al que el British Antarctic Survey no tuvo interés de utilizar las instalaciones científicas de la base, los infantes británicos volvieron a la isla en diciembre del mismo año para destruir con explosivos los edificios e impedir el regreso de argentinos. Finalmente, la base fue demolida con explosivos por la Marina Real británica, luego de que en el mes de noviembre fuera descubierto por un buque científico británico que su bandera había sido derribada y colocada en su lugar la bandera de Argentina. El refugio Teniente Esquivel fue conservado.